# Orthia miastagma
Orthia miastagma là một loài bướm đêm trong họ Noctuidae.